# Barßel
Barßel est une ville allemande située en Basse-Saxe, dans l'arrondissement de Cloppenburg.

## Géographie
Barßel est située à 45 km au nord de Cloppenburg, dans un ancien marécage.

## Quartiers
- Barßel
- Barßelermoor
- Carolinenhof
- Elisabethfehn
- Harkebrügge
- Lohe
- Loher-Ostmark
- Loher-Westmark
- Neuland
- Neulohe
- Osterhausen
- Reekenfeld
- Roggenberg

## Histoire
Barßel a été mentionnée pour la première fois dans un document officiel en 1330.

## Jumelages

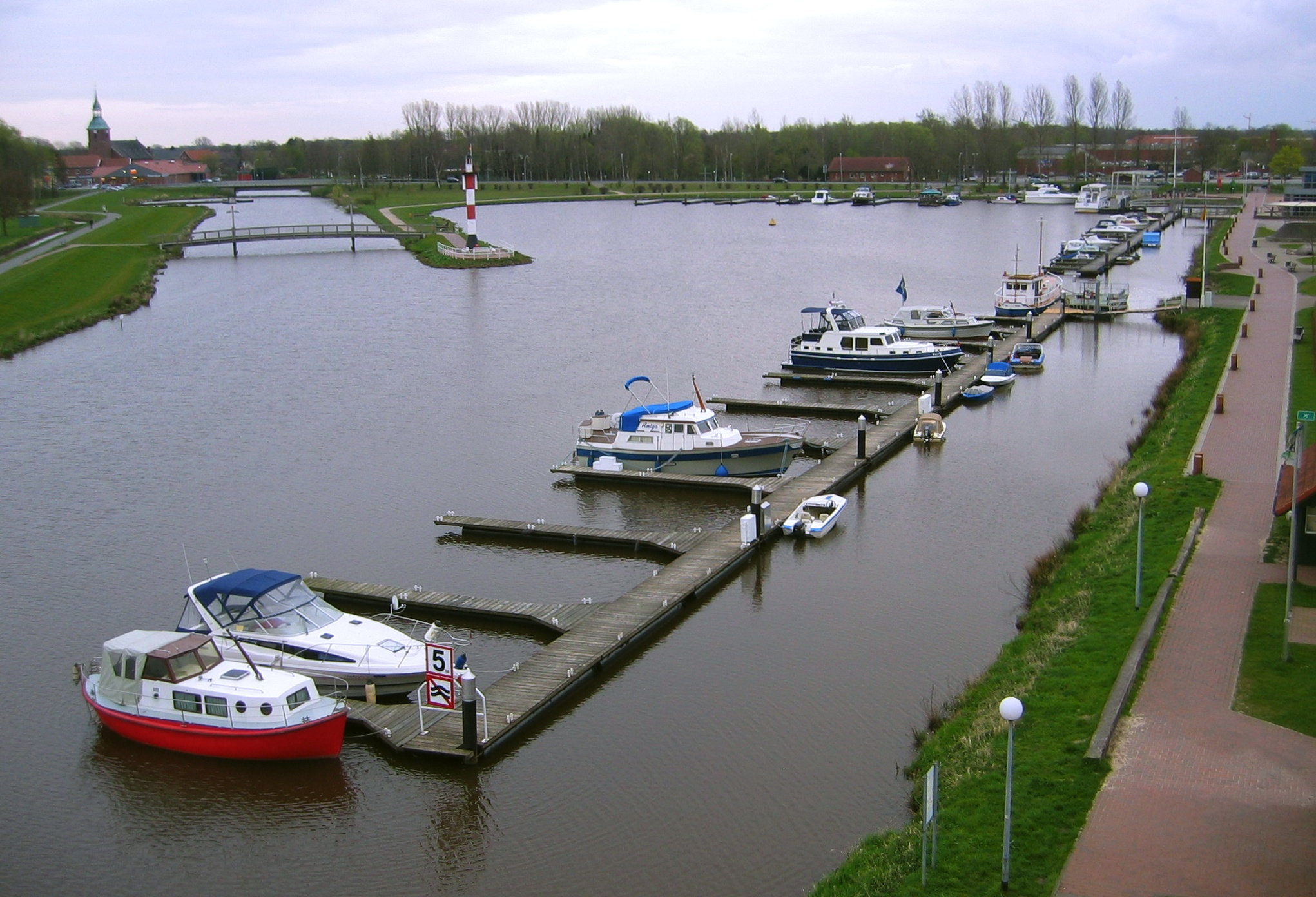
Marina portuaire de Barßel.

- Elbląg (Pologne) depuis 2001